# Lucius Sergius Fidenas (consul en -437)
Pour les articles homonymes, voir Sergius.
Lucius Sergius Fidenas est un homme politique de la République romaine, consul en 437 et 429 av. J.-C.

## Famille
Il est membre des Sergii Fidenates, branche de la gens des Sergii. Il est le fils d'un Caius Sergius. Son nom complet est Lucius Sergius C.f. C.n. Fidenas.

## Biographie

### Premier consulat et guerre contre Fidènes (437)
Lucius Sergius atteint le consulat pour la première fois en 437 av. J.-C. avec Marcus Geganius Macerinus pour collègue. L'année précédente, les Fidénates ont trahi Rome pour se ranger du côté de Lars Tolumnius, roi de Véies. Les ambassadeurs romains envoyés à Fidènes afin de résoudre la crise sont tués, entrainant le début de la deuxième guerre contre Véies. En 437, le consul Lucius Sergius prend le commandement de l'armée romaine et marche contre les Étrusques qui s'approchent de Rome et qui ont déjà franchi l'Anio. La bataille a lieu près des rives de la rivière. Les pertes sont lourdes des deux côtés mais les Romains sortent finalement vainqueurs. C'est lors de cette bataille que Lucius Sergius gagne le cognomen de Fidenas. Les consuls nomment ensuite un dictateur, Mamercus Aemilius Mamercinus, pour prendre en main les opérations militaires contre les Étrusques.

### Premier tribunat consulaire (433)
Fidenas est élu tribun militaire à pouvoir consulaire en 433 av. J.-C., avec Marcus Fabius Vibulanus et Marcus Folius Flaccinator, tous les trois patriciens,. Cette année-là est marquée par l'apparition d'une épidémie de peste à Rome. Un temple est voué à Apollon dans l'espoir de limiter l'épidémie mais les pertes en hommes et en bétails sont importantes. Le temple est construit deux ans plus tard et dédié à Apollo Medicus. Les pertes sont telles que les Romains craignent une famine étant donné que les champs ne sont plus cultivés. Ils décident alors d'envoyer des ambassadeurs en Étrurie, dans la Plaine pontine, à Cumes et en Sicile pour tenter d'obtenir du blé.

### Deuxième consulat (429)
Fidenas est élu pour la deuxième fois consul en 429 av. J.-C., avec Hostus Lucretius Tricipitinus pour collègue,. Durant leur mandat, le territoire romain est victime de raids lancés par les Véiens. En 428 av. J.-C., Fidenas est nommé par le Sénat, avec Quintus Servilius et Mamercus Aemilius Mamercinus, et envoyé à Fidènes pour enquêter sur une éventuelle participation aux raids véiens. Une partie des Fidénates est transférée à Ostie.

### Deuxième tribunat consulaire (424)
En 424 av. J.-C., Fidenas est élu pour la deuxième fois tribun militaire à pouvoir consulaire, avec Appius Claudius Sabinus, Spurius Nautius Rutilus et Sextus Iulius Iullus,. De grands jeux sont organisés au cours de l'année pour célébrer la victoire sur Fidènes et Véies deux ans plus tôt. Pour l'année suivante, les sénateurs sont parvenus à faire élire deux consuls afin d'éviter l'élection de nouveaux tribuns militaires.

### Troisième tribunat consulaire (418)
En 418 av. J.-C., Fidenas est élu une troisième et dernière fois tribun militaire avec Marcus Papirius Mugillanus et Caius Servilius Structus Axilla,. Le Sénat décide de déclarer la guerre à Labicum après que les Tusculans aient rapporté avoir vu une armée de Labicum, renforcée par des éléments èques, campée sur le mont Algide. Les tribuns s'opposent au sujet de l'organisation de la campagne militaire, jusqu'à ce que Quintus Servilius Priscus, dictateur en 435 av. J.-C., intervienne. Son fils, Caius Servilius Structus, reste à Rome tandis que Fidenas et Mugillanus sont placés à la tête de l'armée envoyée vers le camp du mont Algide. Néanmoins, Fidenas et Mugillanus ne parviennent pas à s'entendre et il est décidé qu'ils dirigeraient les opérations chacun leur tour, un jour sur deux.
L'armée est prise en embuscade par les Èques alors qu'elle est commandée par Fidenas. Les Romains subissent des pertes importantes et les survivants prennent la fuite. Lorsque la nouvelle de la défaite parvient à Rome, on décide de nommer un dictateur, Quintus Servilius Priscus. Encouragés par cette nomination, les Romains repoussent les Èques et prennent d'assaut le camp du mont Algide qui est pillé et incendié. À la suite de cette victoire, le Sénat envoie 1 500 colons s'installer à Labicum, chacun d'eux recevant 500 hectares de terre.